# نهر ستورمز
نهر ستورمز (باللغة الأفريقانية: Stormsrivier) هو نهر يقع في مقاطعة كيب الشرقية بجنوب إفريقيا. يقع مصب النهر في حديقة تسيتسيكاما الوطنية. يبدأ مسار المشي لمسافات طويلة أوتر تريل لمدة 5 أيام عند مصب نهر ستورمز.